# Европско првенство у атлетици у дворани 2007 — троскок за жене
Такмичење у троскоку у женској конкуренцији на Европском првенству у атлетици 2007. у Бирмингему Уједињено Краљевство, у Националној арени 2. и 3. марта 2007. године.
Титулу освојену у Мадриду 2005, није бранила Викторија Гурова из Русије
.

## Земље учеснице
Учествовало је 13 такмичарки из 9 земаља.
1. Белорусија (1)
2. Бугарска (1)
3. Грчка (1)
4. Португалија (1)
5. Румунија (2)
6. Русија (2)
7. Словачка (2)
8. Француска (1)
9. Шпанија (2)

## Рекорди
| Рекорди пре почетка Европског првенства 2007. | Рекорди пре почетка Европског првенства 2007. | Рекорди пре почетка Европског првенства 2007. | Рекорди пре почетка Европског првенства 2007. | Рекорди пре почетка Европског првенства 2007. | Рекорди пре почетка Европског првенства 2007. |
| --------------------------------------------- | --------------------------------------------- | --------------------------------------------- | --------------------------------------------- | --------------------------------------------- | --------------------------------------------- |
| Светски рекорд                                | Татјана Лебедева                              | Русија                                        | 15,36                                         | Будимпешта, Мађарска                          | 6. март 2004                                  |
| Европски рекорд                               | Татјана Лебедева                              | Русија                                        | 15,36                                         | Будимпешта, Мађарска                          | 6. март 2004                                  |
| Рекорди европских првенстава                  | Ејша Хансен                                   | Уједињено Краљевство                          | 15,16                                         | Валенсија, Шпанија                            | 28. фебруар 1998                              |
| Најбољи светски резултат сезоне у дворани     | Јархелис Савињ                                | Куба                                          | 14,80                                         | Диселдорф, Немачка                            | 6. фебруар 2007                               |
| Најбољи европски резултат сезоне у дворани    | Марија Шестак                                 | Словенија                                     | 14,48                                         | Диселдорф, Немачка                            | 6. фебруар 2007                               |
| Рекорди после Европског првенства 2007.       |                                               |                                               |                                               |                                               |                                               |
| Најбољи европски резултат сезоне у дворани    | Карлота Кастрехана                            | Шпанија                                       | 14,64                                         | Бирмингем, Уједињено Краљевство               | 4. март 2007                                  |

### Најбољи европски резултати у 2007. години
Десет најбољих европских троскокашица у дворани 2007. године пре почетка првенства (2. марта 2007), имале су следећи пласман на европској и светској (СРЛ) ранг листи.
| 1.  | Анастасија Таранова-Потапова | Русија    | 14,67 | 24. фебруар | 1. СРЛ  |
| 2.  | Оксана Удмуртова             | Русија    | 14,62 | 24. јануар  | 2. СРЛ  |
| 3.  | Марија Шестак                | Словенија | 14,52 | 12. фебруар | 4. СРЛ  |
| 4.  | Кристина Бујин               | Румунија  | 14,35 | 25. фебруар | 5. СРЛ  |
| 5.  | Дана Велдјакова              | Словачка  | 14,30 | 13. фебруар | 6. СРЛ  |
| 6.  | Магделин Мартинез            | Италија   | 14,28 | 22. фебруар | 7. СРЛ  |
| 7.  | Биљана Топић                 | Србија    | 14,27 | 7. фебруар  | 8. СРЛ  |
| 8.  | Кајре Лејбак                 | Естонија  | 14,20 | 4. фебруар  | 10.СРЛ  |
| 9.  | Снежана Родич                | Словенија | 14,18 | 24. јануар  | 11.СРЛ  |
| 10. | Ана Крилова                  | Русија    | 14,14 | 15. фебруар | 13. СРЛ |

Такмичарке чија су имена подебљана учествују на ЕП 2007.

## Сатница
| Датум   | Време |               |
| ------- | ----- | ------------- |
| 2. март | 9:00  | Квалификације |
| 3. март | 14:45 | Финале        |

## Освајачи медаља
|                            |                        |                                |
| Карлота Кастрехана Шпанија | Олесја Буфалова Русија | Тереза Нзола Месо Ба Француска |

На такмичењу су оборена 2 национална рекорда и 5 најбољих личних резултата сезоне.

## Резултати

### Квалификације
Квалификациона норма (КВ) за осам места у финалу износила је 14,19 м. Норму су испуниле две такмичарке, а шест се пласирало на основу постигнутог резултата (кв).
| Пласман | Такмичарка          | Држава      | #1    | #2    | #3    | Резултат | Белешка |
| ------- | ------------------- | ----------- | ----- | ----- | ----- | -------- | ------- |
| 1       | Аделина Гаврила     | Румунија    | 14,24 |       |       | 14,24    | КВ      |
| 2       | Олесија Буфалова    | Русија      | 14,20 |       |       | 14,20    | КВ      |
| 3       | Оксана Удмуртова    | Русија      | 14,10 |       |       | 14,10    | КВ      |
| 4       | Марија Димитрова    | Бугарска    | 13,72 | 14,08 | х     | 14,08    | кв, ЛРС |
| 5       | Карлота Кастрехана  | Шпанија     | 13,53 | 13,39 | 14,00 | 14,00    | кв      |
| 6       | Наталија Сафронова  | Белорусија  | 13.74 | 13.93 | –     | 13.93    | кв      |
| 7       | Дана Велдјакова     | Словачка    | 13,80 | 13,86 | 13,90 | 13,90    | кв      |
| 8       | Терез Нзола Мезо Ба | Француска   | 13,58 | 13,78 | 13,87 | 13,87    | кв      |
| 9       | Патрисија Сарапио   | Шпанија     | 13,44 | 13,70 | 13,80 | 13,80    |         |
| 10      | Ирина Бескровнаја   | Словачка    | 13,32 | 13,53 | 13,55 | 13,55    |         |
| 11      | Анастасија Пера     | Грчка       | 13.47 | 13,53 | 12,83 | 13,47    |         |
| 12      | Сусана Коста        | Португалија | 13,32 | 13,43 | 13,7  | 13,43    |         |
| 13      | Кристина Бујин      | Румунија    | х     | 13,31 | х     | 13,31    |         |

### Финале
| Плас. | Атлетичарка         | Држава     | #1    | #2    | #3    | #4    | #5    | #6    | Резултат | Белешка |
| ----- | ------------------- | ---------- | ----- | ----- | ----- | ----- | ----- | ----- | -------- | ------- |
|       | Карлота Кастрехана  | Шпанија    | 14,36 | 13,82 | 14,64 | 14,41 | 14,28 | х     | 14,64    | НР      |
|       | Олесија Буфалова    | Русија     | 14,09 | х     | 14,37 | 14,40 | 14,50 | 14,41 | 14,50    | ЛРС     |
|       | Терез Нзола Мезо Ба | Француска  | 12,43 | х     | 14,49 | 14,44 | 14,24 | 14,38 | 14,49    | НР      |
| 4.    | Оксана Удмуртова    | Русија     | 14,24 | 14,26 | 14,05 | 14,41 | х     | 14,26 | 14,41    | ЛРС     |
| 5.    | Аделина Гаврила     | Румунија   | 14,19 | х     | х     | х     | х     | 14,05 | 14,19    |         |
| 6.    | Дана Велдјакова     | Словачка   | 14,09 | 14,13 | 14,02 | 14,05 | 14,06 | 14,01 | 14,13    |         |
| 7.    | Марија Димитрова    | Бугарска   | 13,88 | 13,90 | 14,03 | 13,71 | 13,66 | 13,95 | 14,03    |         |
| 8.    | Наталија Сафронова  | Белорусија | х     | х     | 13,72 | х     | х     | 13,82 | 13,82    |         |